# Протиторпедна сітка

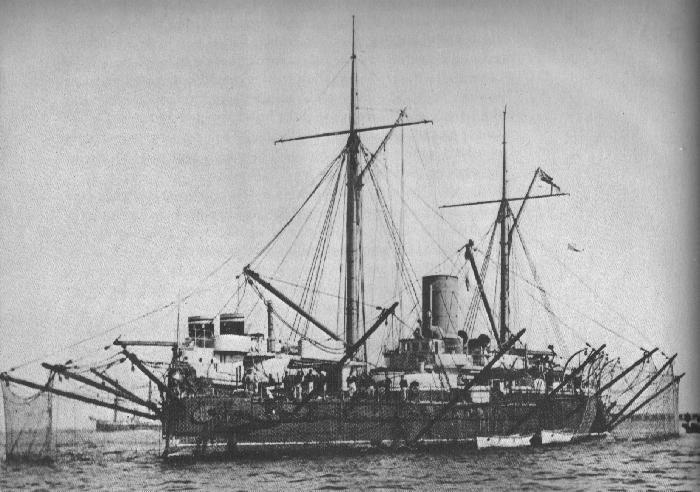
HMS Hotspur під час розгортання протиторпедних сіток.

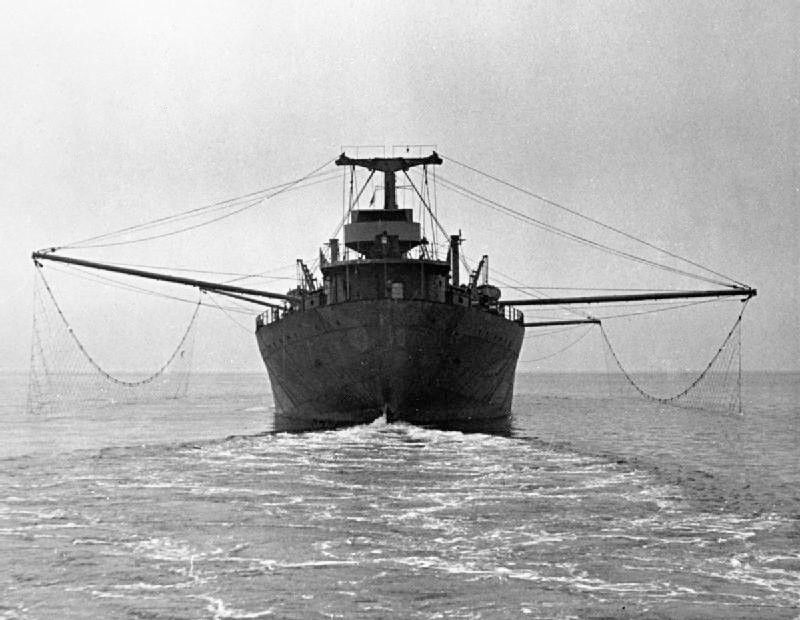
Корабель із розгорнутими сітками під час Другої Світової війни

Протиторпедна сітка — засіб пасивного захисту військових кораблів проти торпед, який використовувався з 1890-х аж до часів Першої світової війни. Сітки були витіснені протиторпедною обшивкою та протиторпедним поясом.

## Походження
У зв'язку з винайденням Робертом Уайтхедом торпеди в 1873, і пізніше розробкою міноносця, виникла потреба в захисті великих кораблів проти атак із використанням цієї зброї. В 1876 британський адміральський торпедний комітет отримав декілька пропозицій по боротьбі з торпедами, серед яких «…сіті з оцинкованого заліза звисаючі з 40-футових (12 м) виступаючих жердин». Випробування були проведені в 1877.
Спочатку сітки носили назву від назви лондонської компанії виробника Bullivant. Вони були зроблені з сталевих кілець діаметром 150 мм, які за допомогою менших кілець об'єднувались в ланцюги, середня вага яких становила приблизно 5 кг на 1 м². Сітки виступали по бокам судна на 12-метрових дерев'яних жердинах (вистрілах). 16-дюймові торпеди з 41 кг боєголовкою довели здатність нанесення лише обмежених пошкоджень сіткам.
Важчі сітки були представлені у 1894 і складалися з 63 мм кілець із середньою вагою близько 25 кг на 1 м².

## Різаки торпедних сіток
Використання цих ланцюгів призвело до появи різаків на носі у торпед,
такі різаки мали японські та французьки торпеди.
Пізніше важкі, щільні сітки, які використовувалися англійськими та німецькими ВМФ вважалися «торпедостійкими».

## Дизайн і використання

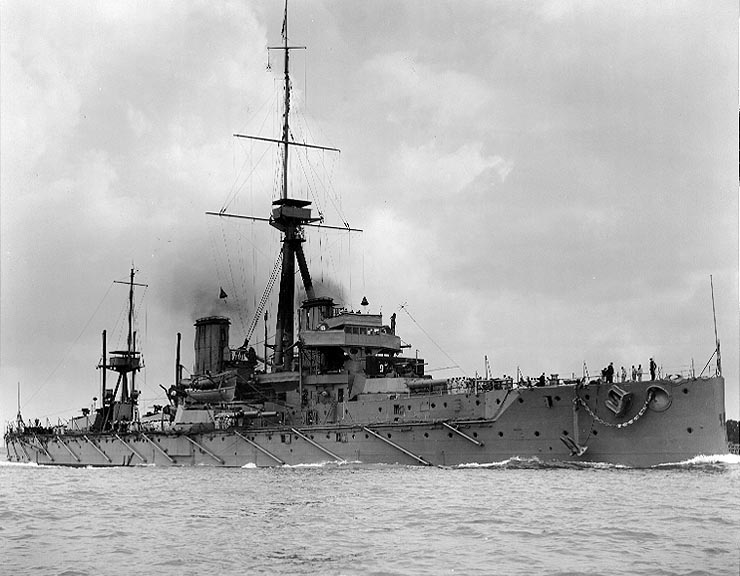
На боці дредноута видно складені протиторпедні сітки.

В додаток до нових тактичних заходів (таких як, більша увага до захисту гаваней і чергування пришвартованих суден в море), починаючи з 1904 року провідні ВМФ почали пошук засобу захисту від торпедних атак.
Протиторпедні сітки були найкращим варіантом. Ці дуже важкі сталеві ланцюги могли висіти зовні корабля на чисельних сталевих виносах, захищаючи його від ворожих торпед. Прикріплені з одної сторони сталевим штирем вони могли коливатися уздовж судна. Під час торпедної атаки торпеди розривалися під час зіткнення з сітками на достатній відстані від судна, щоб уберегти його від серйозних пошкоджень.

## Відмова
Затоплення в результаті торпедних атак одразу трьох військових кораблів під час Дарданельської кампанії 1915, всі вони були оснащені протиторпедними сітками, продемонструвало збільшення швидкості торпед і тактику підриву декількох торпед в одній частині корабля показало неефективність протиторпедних сіток. Остаточно відмова від такого захисту сталася у 1916 році, коли під час Ютландської битви стало очевидно, що після пошкодження сітки можуть заплутуватися в гребному гвинті.
Протиторпедні сітки були витіснені протиторпедною обшивкою та протиторпедним поясом.
Однак, протиторпедні сітки продовжували використовувати під час Другої світової війни для захисту кораблів що стояли на якорі, особливо як перепону для підводних човнів. Вони також використовувались для захисту дамб, і призвели до винайдення стрибучих бомб.